# اینگر استیونس
اینگر استیونس (سوئدی: Inger Stevens؛ زادهٔ ۱۸ اکتبر ۱۹۳۴ – درگذشتهٔ ۳۰ آوریل ۱۹۷۰) هنرپیشهٔ زن سینما و تلویزیون سوئدی-آمریکایی بود. وی که برنده بهترین ستاره تلویزیون – زن گلدن گلوب بود بین سال‌های ۱۹۵۴ تا ۱۹۷۰ میلادی فعالیت می‌کرد.
اینگر استیونس در دو قسمت از مجموعهٔ تلویزیونی آلفرد هیچکاک تقدیم می‌کند (در ۱۹۵۷ و ۱۹۶۳) به ایفای نقش پرداخت. از فیلم‌های او می‌توان به خانهٔ پوشالی، زمانی برای کشتن اشاره کرد.
او در ۳۰ آوریل ۱۹۷۰ بر اثر اووردوز دارویی در هالیوود درگذشت.